# Ken Takakura

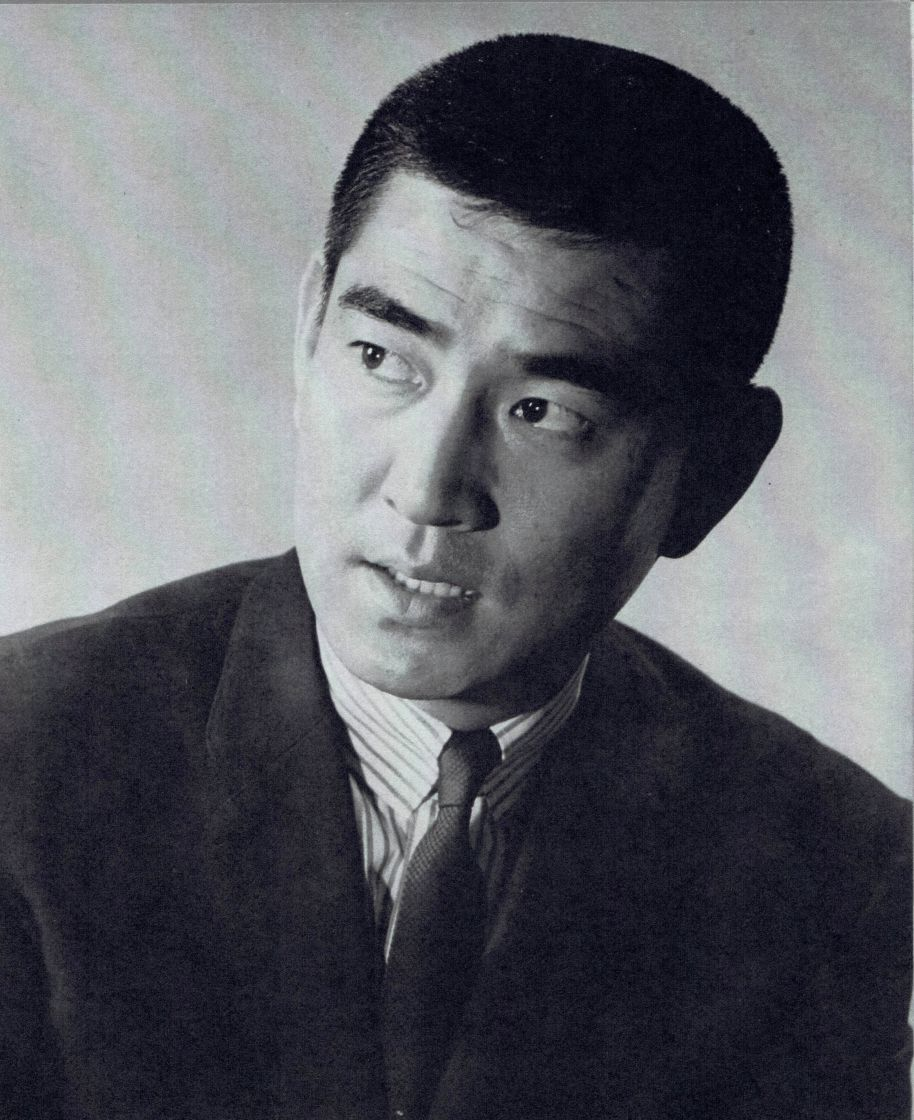
Ken Takakura, 1966

Ken Takakura (japanisch 高倉 健 Takakura Ken; * 16. Februar 1931 in Nakama, Präfektur Fukuoka als Gōichi Oda (小田 剛一, Oda Gōichi); † 10. November 2014 in Tokio) war ein japanischer Schauspieler, bekannt als „japanischer Clint Eastwood“.

## Leben
Takakura lernte das Leben in der von Kriminalität und Bandenkriegen erfüllten Welt der japanischen Nachkriegszeit aus erster Hand kennen. So gewöhnte er sich schon als junger Mann ein selbstbewusstes Auftreten an, was ihm das Leben inmitten einer von den Yakuza kontrollierten und umkämpften Präfektur wesentlich erleichterte. Während seiner Oberschulzeit war er in einem Boxverein aktiv, als Student war er Mitglied in einem Aikido-Klub.
1954 graduierte er in Handelswissenschaften an der respektablen Meiji-Universität in Tokio und nahm 1955 eher aus Spaß an einem Casting der Filmfirma Studio Toei teil. Sein Filmdebüt hatte er 1956 in Fujio Tsudas Denkō Karate-uchi. Takakuras natürliche Ausstrahlung und Präsenz verschafften ihm innerhalb weniger Monate weitere Rollen, hauptsächlich in Karate-, Detektiv- und Gangsterfilmen. In den folgenden Jahrzehnten entwickelte er sich zu einem gefragten Darsteller in Gangster- und Historienfilmen. Er war häufig Filmpartner der Schauspielerin Hibari Misora. Im Jahr 1963 trat Takakura in drei Yakuza-Filmen auf und empfahl sich damit als Yakuza-Darsteller in Serien. Insbesondere seine stoische Charakterisierung der Hauptfigur in der Serie Abashiri Bangaichi (1965) begründete sein Rollenimage als schweigsamer Einzelgänger, was in den 1970er Jahren sehr populär war.
Auch im Westen wurde er durch Rollen in Yakuza (1974), Black Rain (1989) und Mr. Baseball (1992) bekannt. Er arbeitete mit bedeutenden Regisseuren wie Sydney Pollack, Ridley Scott und Zhang Yimou und spielte in über 200 Filmen mit, darunter in dem in Japan kommerziell äußerst erfolgreichen Abenteuerfilm Taro und Jiro in der Antarktis und Kon Ichikawas Historienfilm 47 Ronin.
Für seine Hauptrolle in Zhang Yimous Film Riding Alone for Thousands of Miles (2005) erhielt er großes Lob, obwohl er in diesem Film keine Actionrolle, sondern einen zurückgezogen lebenden älteren Mann verkörpert. Die Rolle in der Vater-Sohn-Beziehung wurde von Zhang extra für Takakura geschrieben. Nach einer sechsjährigen Pause kehrte Takakura im Jahr 2012 in Yasuo Furuhatas To You (Anata e) auf die große Leinwand zurück.
2006 wurde Takakura als Person mit besonderen kulturellen Verdiensten geehrt, im November 2013 wurde er dann vom japanischen Kaiser mit dem Kulturorden ausgezeichnet.
Takakura starb im November 2014 im Alter von 83 Jahren an den Folgen einer Lymphknotenerkrankung in einem Krankenhaus in Tokio.

## Filmografie (Auswahl)
- 1970: Zu spät für Helden – Antreten zum Verrecken (Too Late the Hero)
- 1974: Yakuza (The Yakuza)
- 1975: Panik im Tokio-Express (Shinkansen Daibakuha)
- 1983: Taro und Jiro in der Antarktis (Nankyoku Monogatari)
- 1985: Mishima – Ein Leben in vier Kapiteln (Mishimi: A Life in Four Chapters)
- 1989: Black Rain
- 1992: Mr. Baseball
- 1994: 47 Ronin (Shijūshichinin no shikaku)
- 1999: Poppoya (Railway man / Tetsudōin)
- 2005: Riding Alone for Thousands of Miles (Qiānlǐ zǒu dān qí)